# Nazionale maschile di rugby a 15 della Svezia
La nazionale di rugby a 15 della Svezia (in svedese Sveriges herrlandslag i rugby union) è una selezione nazionale di terzo livello membro della FIRA-AER. Non ha mai disputato la coppa del mondo, ma partecipa regolarmente al Campionato europeo per Nazioni di rugby, dove è attualmente inserita nella 2ª divisione poule A. 

La Svezia, assieme alla Danimarca e alla Norvegia ha giocato il primo torneo Viking Tri Nations tra Aprile ed Ottobre 2011, aggiudicandosi il torneo.